# 紀元前454年
紀元前454年（きげんぜん454ねん）は、ローマ暦の年である。
当時は、「カピトリヌスとフォンティナリスが共和政ローマ執政官に就任した年」として知られていた（もしくは、それほど使われてはいないが、ローマ建国紀元300年）。紀年法として西暦（キリスト紀元）がヨーロッパで広く普及した中世時代初期以降、この年は紀元前454年と表記されるのが一般的となった。

## 他の紀年法
- 干支 : 丁亥
- 日本
  - 皇紀207年
  - 孝昭天皇22年
- 中国
  - 周 - 貞定王15年
  - 秦 - 厲共公23年
  - 晋 - 出公21年
  - 楚 - 恵王35年
  - 斉 - 宣公2年
  - 燕 - 成公元年
  - 趙 - 襄子22年
- 朝鮮
  - 檀紀1880年
- ベトナム :
- 仏滅紀元 : 91年
- ユダヤ暦 : 3307年 - 3308年

## できごと

### ペルシア
- アケメネス朝ペルシアによるエジプトの支配は、アテナイによる軍事侵略等を含む長期に渡る闘争の後、シリアのサトラップであるメガビュゾスによって回復された。反乱の指導者であるイナロス2世は、ペルシアによって十字架刑にされた。
- アルタクセルクセス1世によって発布された、エルサレムと神殿の再建を認める内容の法令がネヘミヤ記2章1から20節に記された。

### ギリシア
- ペリクレスは海軍を率いてコリンティアコス湾に遠征し、そこでアテナイ軍はアカイア軍を破った。その後彼は、シキオンとアカルナニアを攻撃した。
- ペリクレスは、デロス島に収蔵されたデロス同盟のかなりの宝物がアケメネス朝ペルシアの海軍脅威にさらされていると宣言し、宝物をアテナイに移動させ、同盟に対するアテナイの影響力を強めた。

### 共和政ローマ
- 様々な経済・財政問題に苦しむプレブスは、パトリキに法律の改定、制定を始めさせた。まず、3人委員会がアテナイの法律の調査のために派遣された。

### シチリア
- ティレニア海において、シチリアにある2つのギリシアの街セジェスタとセリヌンテの間で戦争が勃発した。